# Excideuil
Excideuil – miejscowość i gmina we Francji, w regionie Nowa Akwitania, w departamencie Dordogne.
Według danych na rok 1990 gminę zamieszkiwały 1414 osoby, a gęstość zaludnienia wynosiła 282 osób/km² (wśród 2290 gmin Akwitanii Excideuil plasuje się na 301. miejscu pod względem liczby ludności, natomiast pod względem powierzchni na miejscu 1427.).